# Euphyia pontina
Euphyia pontina là một loài bướm đêm trong họ Geometridae.